# Herminia subgriselda
Herminia subgriselda là một loài bướm đêm trong họ Noctuidae.